# 蒂河
蒂河（法語：Thue，法語發音：[ty]）是法国诺曼底大区卡尔瓦多斯省的河流，是瑟勒河的右支流，长12.4千米，发源自布鲁艾，于昂布利流入瑟勒河。